# Midollo osseo

Il midollo osseo è un tessuto molle che occupa le epifisi delle ossa lunghe (femore, omero ad esempio). È formato da uno stroma (midollo osseo giallo) e da un parenchima emopoietico rappresentato dagli elementi precursori delle cellule ematiche (midollo osseo rosso o tessuto mieloide). Il midollo osseo è anche un componente chiave del sistema linfoide, producendo i linfociti che formano parte del sistema immunitario del corpo.

Illustrazione delle cellule del midollo osseo.

## Generalità
La tipologia e la maturazione delle cellule ematiche varia a seconda delle classi dei vertebrati a cui si fa riferimento.
Nei mammiferi, a differenza che in altri organismi, gli eritrociti sono anucleati (cioè non sono dotati di un nucleo cellulare), e quindi originano necessariamente da un organo produttore.

## Nell'essere umano

### Anatomia umana

#### Tipi di midollo osseo
Nell'anatomia umana possiamo riconoscere due tipi di midollo osseo: il midollo rosso costituito da 2 compartimenti, mieloide e linfoide che produce linfociti B e T, quest'ultimi maturano nel timo, e il midollo giallo (costituito soprattutto da tessuto adiposo che ne determina il colore). Globuli rossi, piastrine e la maggior parte dei leucociti sono prodotti nel midollo rosso, alcuni leucociti si sviluppano nel midollo giallo. Entrambi i tipi di midollo osseo contengono una grande quantità di vasi sanguigni.
Il midollo osseo, alla nascita, è costituito completamente da quello di tipologia rossa. Crescendo, gran parte di questo viene convertito in midollo osseo giallo. Il midollo osseo rosso si trova principalmente nelle ossa piatte come il cranio, vertebre, scapole, e nel tessuto spugnoso delle epifisi delle ossa lunghe, come il femore e l'omero. Il midollo giallo si trova invece nella diafisi delle ossa lunghe.
Nel caso di una grave emorragia, l'organismo è in grado di riconvertire il midollo giallo in quello rosso, al fine di incrementare la produzione delle cellule del sangue.

##### Stroma
La stroma del midollo osseo è tutto il tessuto che non è direttamente coinvolto nella funzione primaria del midollo: l'ematopoiesi. Allo stroma appartiene il midollo giallo (e ne costituisce la maggior parte), assieme alle cellule stromali che si trovano nel midollo rosso e formano una specie di maglia abbastanza stretta.
Lo stroma, benché indirettamente, è comunque coinvolto nell'ematopoiesi dal momento che esso costituisce il microambiente emopoietico necessario affinché la parte emopoietica funzioni correttamente: ad esempio produce fattori di crescita e di sviluppo che attivano le cellule progenitrici.
Lo stroma del midollo osseo è formato da fibre e cellule del reticolo che hanno lo scopo di sostegno della porzione ematopoietica del midollo, così come di produrre diversi fattori di accrescimento e sviluppo per l'attivazione delle cellule progenitrici prodotte nella parte ematopoietica. Le cellule che costituiscono lo stroma sono fibroblasti, macrofagi, adipociti, osteoblasti e cellule endoteliali che formano i vasi sanguigni.
Le pareti dei vasi sanguigni costituiscono una barriera che non permette alle cellule sanguigne immature di uscire dal midollo. Solo le cellule mature possiedono i recettori di membrana necessari per fissarsi all'endotelio dei vasi per poi successivamente entrare nel circolo sanguigno. Le cellule staminali ematopoietiche possono scavalcare questa barriera del midollo osseo, e quindi essere raccolte dal sangue.

#### Cellule staminali (multipotenti)
Il midollo osseo contiene tre tipi di cellule staminali:
- Le cellule staminali ematopoietiche danno origine a 3 classi di cellule sanguigne che si trovano nella circolazione: leucociti (globuli bianchi), eritrociti (globuli rossi) e trombociti (piastrine).
- Le cellule staminali mesenchimali (contenute nello stroma) si trovano disposte in schiere attorno al seno centrale del midollo osseo. Sono cellule multipotenti che hanno la capacità di differenziarsi sia in vivo che in vitro in osteoblasti, condrociti, miociti, e molti altri tipi di cellule. Esse fungono anche da cellule “portinaie” del midollo osseo.
- Le cellule staminali endoteliali che diventeranno poi cellule endoteliali

### Il midollo osseo in medicina
La normale architettura del midollo osseo può essere rovinata da tumori maligni o da infezioni come la tubercolosi, che portano a una diminuzione della produzione di cellule ematiche e piastrine. Inoltre possono sorgere cancri delle cellule progenitrici ematologiche nel midollo osseo: le leucemie. Altre possibili malattie del midollo sono le sindromi mielodisplastiche, il neuroblastoma e l'osteomielite. Anche le radiazioni ed alcuni medicamenti come ad esempio molti citostatici, sulfamidici, antipirina possono provocare danni al midollo osseo. L'esposizione a radiazione o alla chemioterapia uccide molte delle cellule a rapida divisione del midollo osseo, e da ciò consegue un sistema immunitario depresso. Molti dei sintomi della malattia da radiazione sono dovuti a danno delle cellule del midollo osseo.

#### Esame del midollo osseo

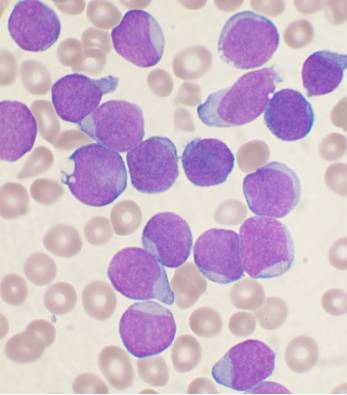
Striscio di sangue periferico di paziente affetto da leucemia

Con esso viene valutata la maturazione delle cellule del sangue, conteggiato il numero dei diversi tipi e valutata la presenza nel midollo di cellule estranee. L'analisi istologica del campione prelevato dall'individuo rende possibile la diagnosi di alcune patologie come le leucemie, il mieloma multiplo, l'anemia e pancitopenia. Il midollo osseo produce le cellule del sangue: globuli bianchi, rossi e piastrine. Molte informazioni su di esse si possono ottenere testando il sangue stesso (ottenibile con un prelievo endovenoso), ma a volte è necessario esaminare la fonte delle cellule sanguigne per ottenere informazioni sull'ematopoiesi: questo è il ruolo di biopsia e aspirato del midollo osseo.
L'aspirato midollare consiste nel prelievo di sangue midollare. Per il prelievo si utilizza un ago, robusto ed appuntito che possiede ad una estremità un fermo regolabile ed è attraversato da un mandrino.
Le sedi utilizzate per il prelievo sono: cresta iliaca posteriore nell'adulto, sterno e cresta iliaca anteriore nei bambini.
La biopsia ossea consiste nel prelievo di tessuto osseo che contiene il midollo che, a differenza dell'aspirato midollare, permette di valutare la densità cellulare, l'insieme del tessuto emopoietico ed il rapporto delle cellule con lo stroma. Il prelievo si esegue sulla cresta iliaca posteriore, dopo aver anestetizzato la cute e il tessuto osseo sottostante (si può eseguire anche con anestesia generale). Si inserisce un ago di maggior calibro nell'osso per un paio di centimetri e si ritira lo strumento all'interno del quale rimane un piccolo frammento cilindrico di tessuto. Il frammento può essere fissato in formalina poi sezionato e valutato da un patologo particolarmente esperto nelle malattie ematologiche.
 La procedura non è molto dolorosa: si può eseguire in regime ambulatoriale o di Day-Hospital, così che il paziente possa tornare a casa dopo l'esecuzione.

#### Donazione e trapianto del midollo osseo
È possibile prelevare cellule staminali ematopoietiche da una persona e poi iniettarle in un'altra persona (cellule allogeniche) o nella stessa persona in un tempo successivo (autologhe). Se donatore e ricevente sono compatibili, queste cellule infuse viaggiano poi fino al midollo osseo e iniziano la produzione di cellule ematiche.
In casi di grave malattia del midollo osseo, viene fatto il trapianto da una persona all'altra (trapianto allogenico), ovviamente dopo averne accertato la compatibilità. Infatti, quando necessario, il midollo malato deve essere distrutto e sostituito mediante il cosiddetto "trapianto" con il midollo di un donatore sano e compatibile. Saranno adeguate analisi effettuate dai Registri appartenenti alla rete del BMDW (Bone Marrow Donors Worldwide), collegati a Centri di Trapianto di Midollo Osseo, a provvedere alla ricerca di possibili donatori.
In Italia il Registro Nazionale dei donatori volontari di midollo osseo si chiama IBMDR riconosciuto con Legge dello Stato. Prima il midollo del paziente viene distrutto con farmaci e/o con radiazioni, poi sono introdotte le nuove cellule staminali o il nuovo midollo prelevato al donatore. In parallelo sono necessarie trasfusioni multiple di sangue, anche 2 - 300 nei trapianti da donatore; circa 570 in totale, nel caso di un undicenne leucemico che ha ricevuto due volte il trapianto (esito finale negativo).
Talvolta, in casi di cancro, prima della radioterapia o della chemioterapia sono prelevate dal paziente cellule staminali che poi, una volta terminata la terapia che uccide anche le cellule staminali, verranno reintrodotte per ripristinare il sistema immunitario. In questo caso si parla di autotrapianto; solo qualche decina le trasfusioni necessarie.